# کمس (مونتانا)
کمس (به انگلیسی: Camas) یک منطقهٔ مسکونی در ایالات متحده آمریکا است که در شهرستان ساندرز، مونتانا واقع شده‌است. کمس ۱٫۴۲ کیلومتر مربع مساحت و ۵۸ نفر جمعیت دارد و ۸۶۲ متر بالاتر از سطح دریا واقع شده‌است.